# Hedychium flavum
Hedychium flavum là một loài thực vật có hoa trong họ Gừng. Loài này được Roxb. mô tả khoa học đầu tiên năm 1820.

## Hình ảnh

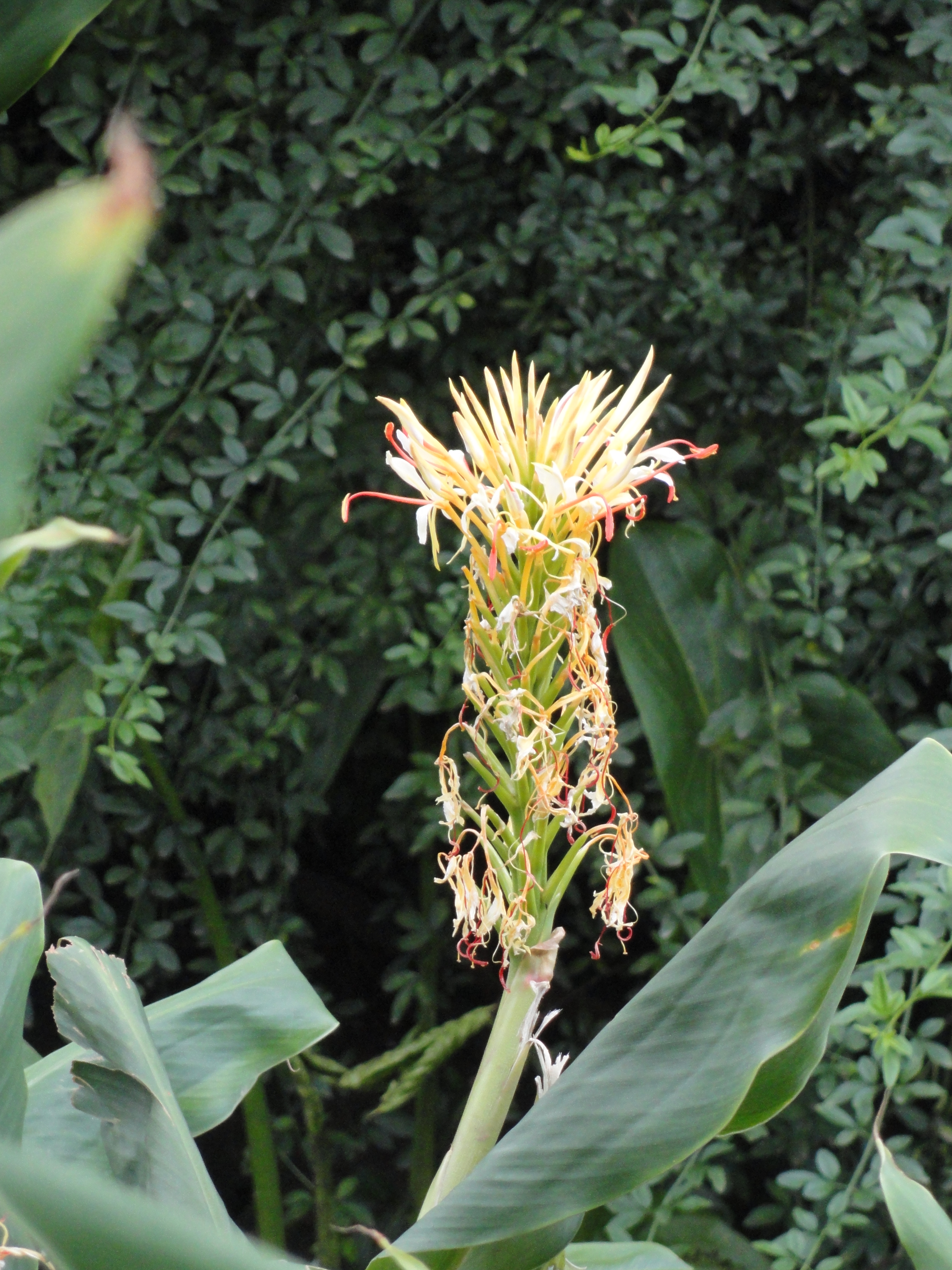
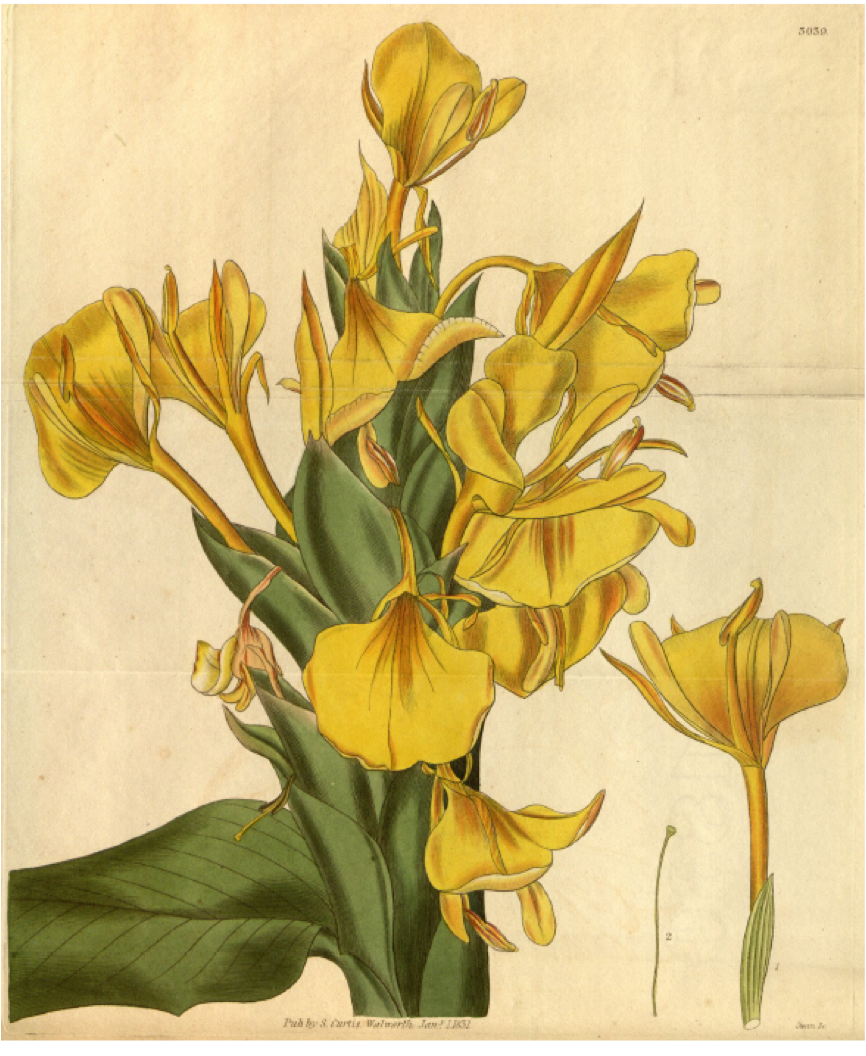